# Ljubomir Babić
Ljubomir Babić, född 26 oktober 1854 i Klanjec, Kroatien (dåvarande Österrike), död 6 februari 1935, var en kroatisk författare, känd under pseudonymen Ksaver Šandor Gjalski - som var han morfars namn.
Babić avancerade som österrikisk ämbetsman till guvernör i Agram (Zagreb) 1917 och blev senare kroatisk folkrepresentant i Belgrad. Babić var en av den kroatiska realismens produktivaste författare, och debuterade 1884 med noveller och har sedan offentliggjort en rad romaner, bland vilka kan nämnas På hembygdens mark (1890), Gryning (1902), och den stora historiska tidsskildringen För modersmålet (1906).